# Ammophila sarekandana
Ammophila sarekandana là một loài côn trùng cánh màng trong họ Sphecidae, thuộc chi Ammophila. Loài này được Balthasar miêu tả khoa học đầu tiên năm 1957.